# Legio II Armeniaca

Escudo da II Armeniaca segundo a "Notitia Dignitatum"

Legio secunda Armeniaca ou Legio II Armeniaca ("Segunda legião armênia") foi uma legião pseudocomitatense do final do Império Romano, criada provavelmente no final do século III. Seu nome pode ter sido originalmente uma referência ao fato de ela ter sido parte da guarnição das províncias armênias, mas esta unidade, juntamente com sua gêmea, a I Armeniaca, parece ter sido de fato parte do exército imperial romano.
Aparentemente, esta legião construiu um acampamento militar em Satala. Segundo Amiano Marcelino, em 360, a II Armeniaca estava sediada em Bezabde com a II Flavia Virtutis e a II Parthica quando Sapor II cercou e conquistou a cidade, matando todos os seus habitantes. A II Armeniaca, porém, sobreviveu e foi citada na "Notitia Dignitatum" como estando sob o comando do dux mesopotamiae.